# Societat Mont Pèlerin
La Societat Mont Pèlerin és una organització internacional integrada per economistes, intel·lectuals i polítics, que es reuneixen per promoure el lliure mercat i la «societat oberta». És considerat un dels think-tanks liberal-conservadors més importants del món.

## Història
Inspirada en el col·loqui de Walter Lippmann, es va establir a la Suïssa francòfona el 10 d'abril de 1947 per 36 economistes, historiadors, filòsofs i altres que es van reunir al balneari de Mont Pèlerin, inicialment es va anomenar Societat Acton-Tocqueville, en honor a aquests dos grans pensadors liberals. Posteriorment, el nom es va canviar per l'actual després d'un debat intern.
Els objectius de l'associació queden plasmats pels sis punts de l'estatut:
- anàlisi de la crisi del pensament liberal
- redefinició del paper de l'estat
- lluitar contra l'ús de la història amb finalitats hostils al liberalisme
- reformulació de lleis per protegir els drets privats dels grups i persones que els amenacen
- promoció d'estàndards mínims que no siguin hostils al funcionament del mercat lliure
- creació d'un ordre internacional que salvaguardi la pau, la llibertat i les relacions econòmiques internacionals

En les dècades següents, el poder i el prestigi de l'organització van augmentar gràcies als vuit premis Nobel concedits als seus membres, entre ells Milton Friedman i Friedrich von Hayek. L'associació es va convertir així en un baluard del liberalisme.
La influència de la Societat Mont Pèlerin també es va expandir a través d'associacions menors constituïdes per membres de la mateixa, aconseguint incloure socis i simpatitzants en rols polítics o econòmics clau en els governs occidentals. Dels 76 assessors econòmics de Reagan, 22 eren membres de la Societat Mont Pèlerin.
En van ser membres el rapitenc Lluc Beltran Flórez i Joan Rosell Lastortras.

## Fundadors més importants
- Maurice Allais
- Salvador de Madariaga
- Walter Eucken
- Milton Friedman
- Friedrich von Hayek
- Bertrand de Jouvenel
- Frank H. Knight
- Walter Lippmann
- Ludwig von Mises
- Michael Polanyi
- Karl Popper
- Wilhelm Röpke
- George Stigler
- Carlo Antoni